# Cambridgea decorata
Cambridgea decorata là một loài nhện trong họ Stiphidiidae.
Loài này thuộc chi Cambridgea. Cambridgea decorata được A. D. Blest & C. J. Vink miêu tả năm 2000.

## Hình ảnh

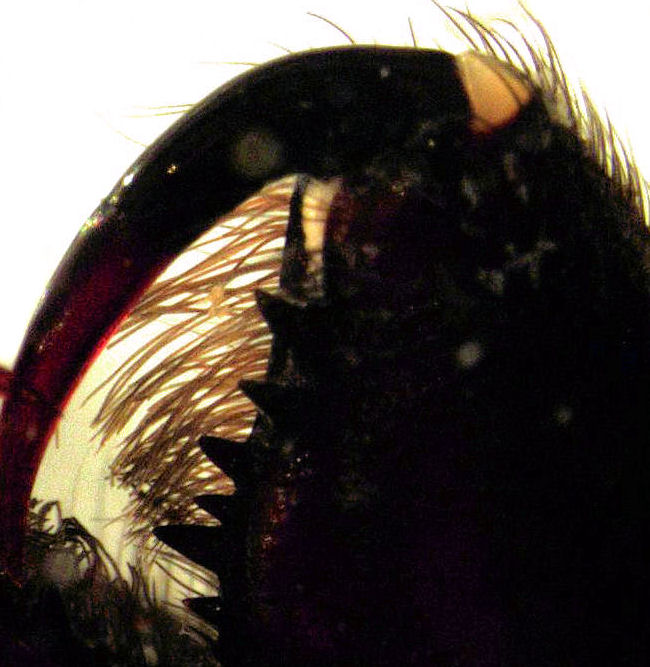
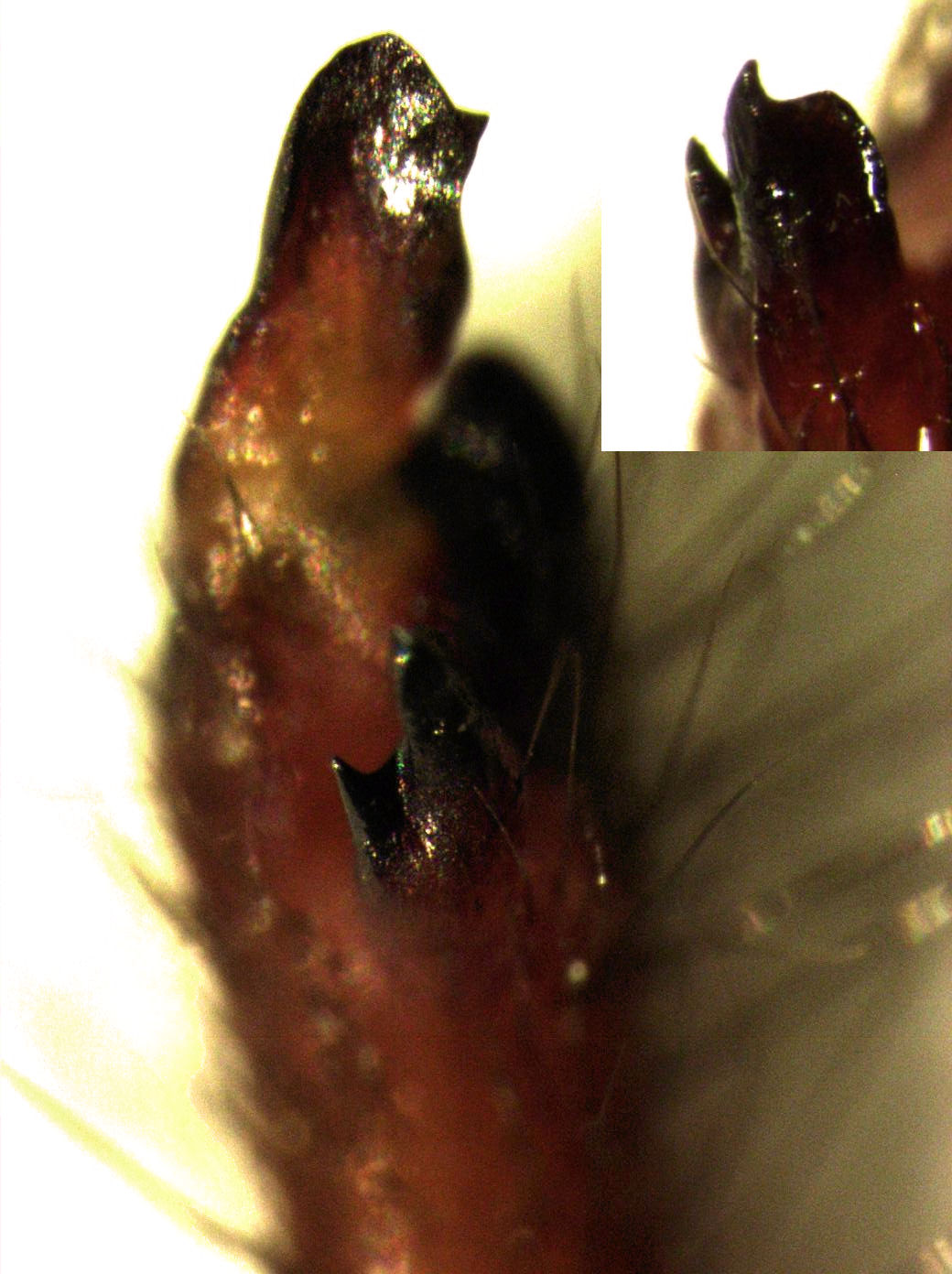